# Янаки Кипров
Янаки Кипров, наричан Шекерджията и Влашето, е български общественик и революционер, деец на Вътрешната македоно-одринска революционна организация.

## Биография
Янаки Кипров е роден в град Битоля, тогава в Османската империя, днес в Северна Македония. Присъединява се към ВМОРО и действа като четник в Леринско, Ресенско и Битолско. През 1904 година заминава за Гърция, където 3 години подпомага преноса на оръжие към вътрешността на Македония за целите на организацията, а след 1907 година е легален деец в Битоля. През 1912 година емигрира в САЩ и трайно се установява в Дукейн, Пенсилвания, където е активен член на МПО „Независимост“.